# Casa Memorială „George Topîrceanu” din Nămăești

Bustul lui Gheorghe Topîrceanu expus în curtea casei memoriale.
Sculptor: Marius Butunoiu, 1973

Casa memorială George Topîrceanu se găsește în Nămăești, comuna Valea Mare-Pravăț, județul Argeș și este o filială a Muzeului Municipal Câmpulung, Argeș. Clădirea a aparținut socrilor poetului G. Topârceanu fiind donată în anul 1966 de către soția poetului, Victoria Topârceanu, pentru a se amenaja casa memorială a poetului. A fost organizată în 1967 și reorganizată în 1979, fiind declarată ulterior monument istoric, cu codul  AG-IV-m-B-13976.
În prezent, casa unde a locuit și a creat poetul, timp de 8 ani, adăpostește o expoziție memorială permanentă, cuprinzând exponate legate de viața și activitatea poetului (o parte a bibliotecii personale, scrisori adresate familiei și prietenilor, manuscrise, fotografii, arme de vânătoare, bastoane.
La intrarea în micul parc, printre pomi, se găsește bustul poetului George Topârceanu, operă în bronz a sculptorului Marius Butunoiu, din 1973. Pe soclu sunt așternute ultimele versuri din "Balada morții".
Poetul nu s-a născut aici, ci în București. La Nămăești a locuit mama poetului, care a și înființat un atelier de țesut covoare în incinta mănăstirii de maici. În casa memorială se pare că a trăit și soția poetului, împreună cu fiul lor. 